# Dicranoptycha savtshenkoi
Dicranoptycha savtshenkoi är en tvåvingeart som beskrevs av Mendl 1976. Dicranoptycha savtshenkoi ingår i släktet Dicranoptycha och familjen småharkrankar. Inga underarter finns listade i Catalogue of Life.